# Siloblockschneider

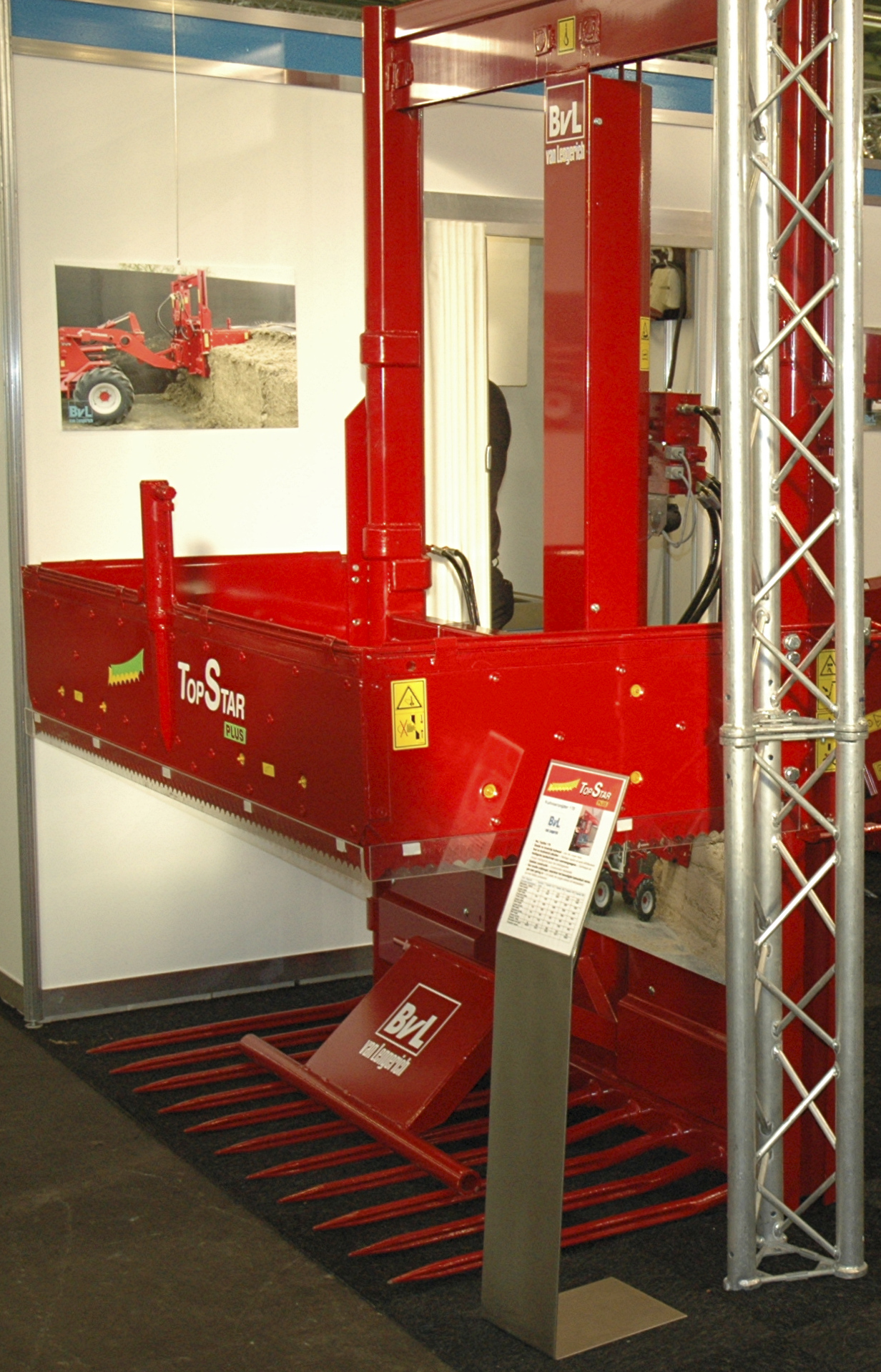
Siloblockschneider mit Doppelmesser-Schneidbügel

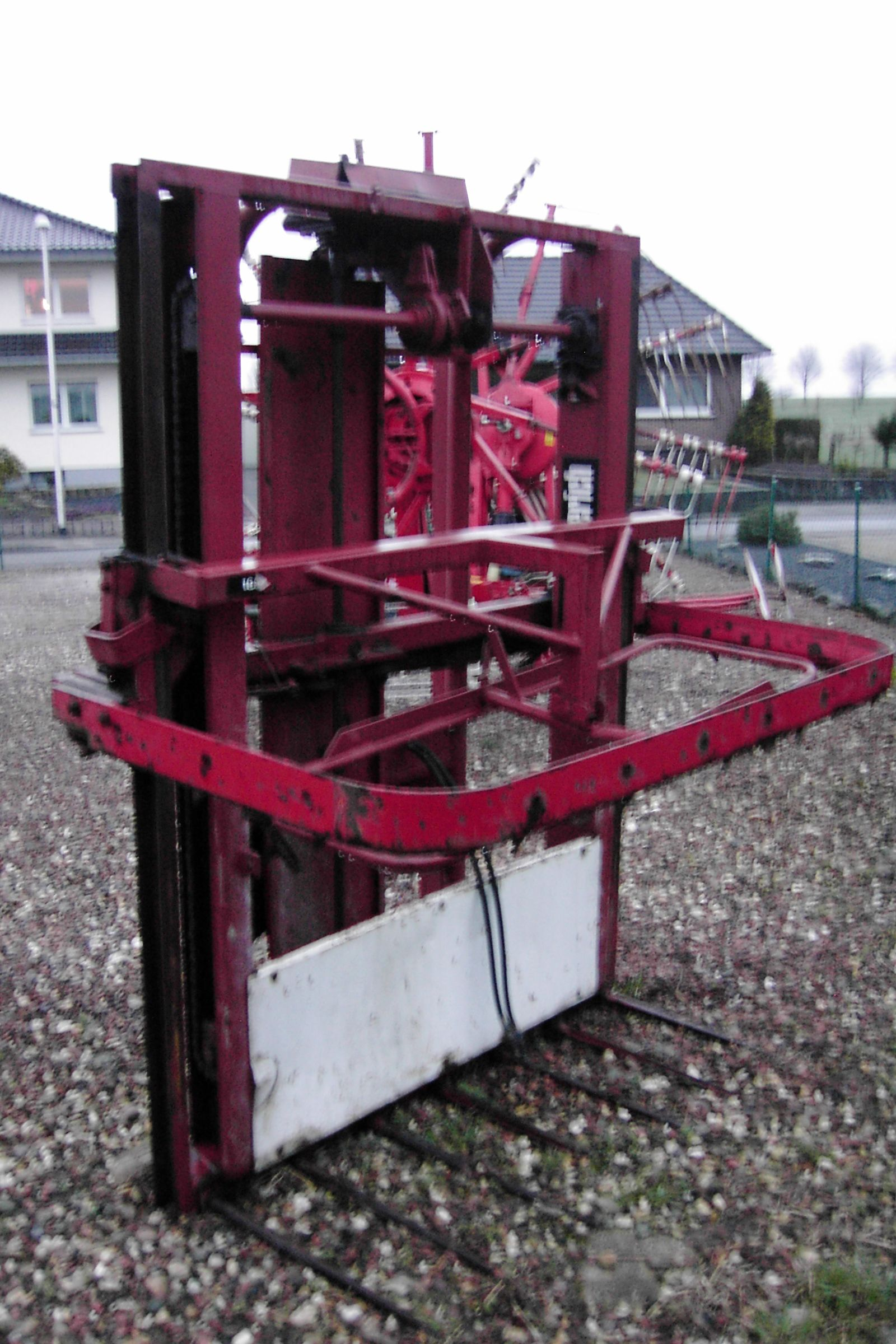
Siloblockschneider mit Schneidbügel

Ein Siloblockschneider (auch Blockschneider) ist eine landwirtschaftliche Anbaumaschine zur Entnahme von Silage aus Fahrsilos und Futtermieten. Blockschneider schneiden Futterblöcke aus der Silage und dienen gleichzeitig dem Transport der Blöcke, beispielsweise in die Ställe. Während sie in den 1980er und auch noch 1990er Jahren das Standardverfahren zur Mechanisierung der Fütterung waren, wurden sie mittlerweile fast vollständig von Futtermischwägen vom Markt verdrängt. Nur noch wenige Hersteller haben sie auf Anfrage im Angebot.

## Aufbau und Funktion
Der Blockschneider besteht aus einem Tragrahmen, der an der Dreipunkthydraulik im Heck des Traktors angebaut wird, einem Zinkenträger und Zinken, sowie einem senkrechten Schneidemesser bzw. Schneidebügel. Das Schneidmesser oder der Schneidbügel werden hydraulisch bedient, das notwendige Hydrauliköl liefert der Traktor.
Die von Schutzfolie befreite Silagemiete wird mit den Zinken unterfahren. Das Schneidemesser bzw. der Schneiderahmen trennt nun den unterfahrenen Block von der übrigen Futtermiete. Anschließend kann der Futterblock auf dem Futtertisch vor den Kühen abgestellt werden.

## Weiterentwicklungen und Zusatzausstattungen
Optional sind Blockschneider mit einem Abschieber ausgerüstet, der das Abstellen des Futterblocks erleichtert.
Ebenfalls sind bei neueren Geräten Verteilschnecken installiert, die den Futterblock von oben aus abfräsen und somit eine Verteilung ermöglichen. In letzter Zeit wurden an Futtermischwagen Entnahmetechniken eingeführt, die dem Blockschneider ähneln.

## Vor- und Nachteile des Verfahrens
Hauptvorteil ist die sehr geringe Lockerung der verbleibenden Miete. Dadurch kommt es in geringerem Umfang zu Sauerstoffeintritt und damit verbunden zu Nacherwärmung und Schimmelbildung. Insbesondere in warmen Sommern und entsprechend geringer Futterentnahme ist dies von wirtschaftlicher Bedeutung.
Nachteile sind hohe Wartungskosten, die geringen Entnahmeleistungen sowie die fehlende Durchmischung bzw. Verteilung des Futters.
Als Ergänzung zum Siloblockschneider stehen mittlerweile Blockverteilwagen zur Verfügung.

## Alternative Fütterungssysteme
Als Alternativen stehen der Futtermischwagen, angebaute Futterverteiler und vollautomatische Futterroboter zur Verfügung. Alle genannten Alternativen haben den Vorteil, dass sie neben der Entnahme auch die Verteilung übernehmen.

## Quelle
- Silage muss im Silo kühl bleiben Amt für Landwirtschaft Schwandorf (PDF-Datei; 20 kB)
- Uni Kassel: Futtervorlage Rindvieh (PDF-Datei; 3,0 MB)